# Pošechonskaja starina
Pošechonskaja starina (Пошехонская старина) è un film del 1975 diretto da Natal'ja Bondarčuk, Nikolaj Burljaev e Igor' Chuciev.